# Manhattan Merry-Go-Round
Pour plus de détails, voir Fiche technique et Distribution.
Manhattan Merry-Go-Round est un film américain réalisé par Charles Reisner, sorti en 1937.

## Synopsis
Un groupe de gangsters sans scrupules prend le contrôle d'une maison de disques et aident différentes célébrités à faire des musiques qui leur rapportent de l'argent.

## Fiche technique
- Titre : Manhattan Merry-Go-Round
- Réalisation : Charles Reisner, assisté de George Sherman
- Scénario : Harry Sauber et Frank Hummert
- Photographie : Jack A. Marta
- Pays d'origine : États-Unis
- Format : Noir et blanc - 1,37:1 - Mono
- Genre : Comédie dramatique, musical
- Date de sortie : 1937

## Distribution
- Phil Regan : Jerry Hart
- Leo Carrillo : Tony Gordoni
- Ann Dvorak : Ann Rogers
- Tamara Geva : Charlizzini
- James Gleason : Danny The Duck
- Gene Autry : Lui-même
- Ted Lewis : Lui-même
- Cab Calloway : Lui-même
- Kay Thompson : Lui-même
- Joe DiMaggio : Lui-même
- Henry Armetta : Spadoni
- Luis Alberni : Martinetti
- Max Terhune : Lui-même
- Smiley Burnette : Frog
- Louis Prima : Lui-même